# Karl Julius Weber

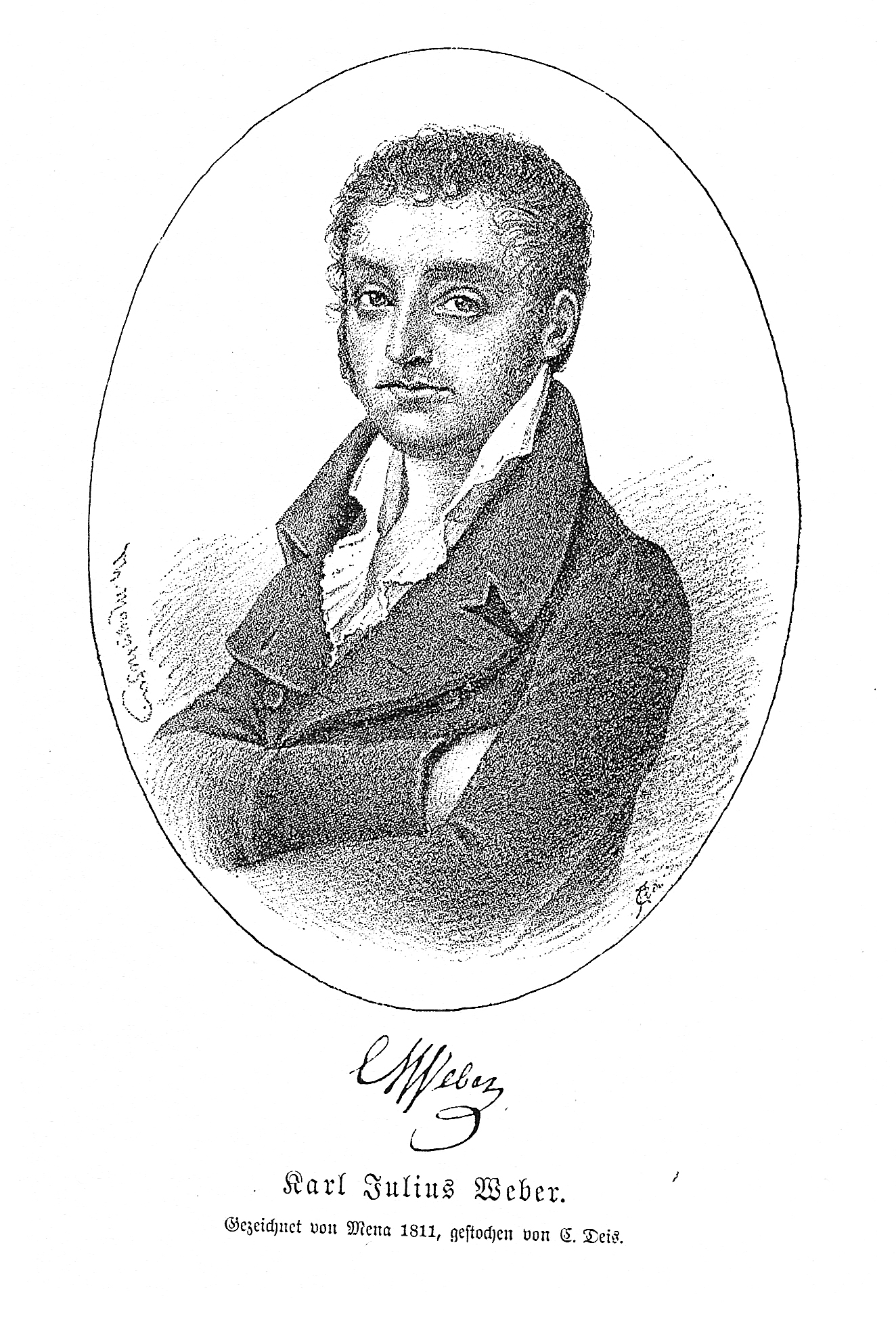
Karl Julius Weber.

Karl Julius Weber, född 16 eller 20 april 1767 i Langenburg, Württemberg, död 19 juli 1832 i Kupferzell, Württemberg, var en tysk författare.
Weber utmärks av en negativ, cynisk, religionsfientlig satirisk ådra samt mångsidiga kunskaper i ett antal arbeten, bland vilka de mest kända är Deutschland, oder Briefe eines in Deutschland reisenden Deutschen (tre band, 1826–1828; även senare upplagor) och Demokritos, oder hinterlassene Papiere eines lachenden Philosophen (1832 och följande; åttonde upplagan i 12 band, 1854). Webers Sämtliche Werke (med biografi) föreligger i upplagor från 1834–1835, 1884 och 1892–1893.